# Carlos Emanuel dal Pozzo, 5.º Príncipe de Cisterna
Carlos Emanuel dal Pozzo (Carlos Emanuel Filipe José Afonso Francisco Maria; Turim, 7 de janeiro de 1787 – Turim, 26 de maio de 1864), foi um nobre italiano e 5.º Príncipe de Cisterna. Foi o pai da rainha Maria Vitória da Espanha.

## Casamento e descendência
Casou-se a 28 de Setembro de 1846 em Bruxelas, com a condessa Luísa de Mérode, filha do conde Werner de Mérode e de sua esposa a condessa Vitória de Spangen d'Uyternesse. Eles tiverem duas filhas;
1. Maria Vitória dal Pozzo (1847–1876), casou-se com o príncipe Amadeu de Saboia, duque de Aosta (segundo filho do rei Vítor Emanuel II da Itália), que reinou na Espanha de 1870 até 1873 como Amadeu I. Com descendência;
2. Beatriz Josefa Antônia Luísa dal Pozzo (1851–1864)

## Títulos
- 5.º Príncipe de Cisterna
- 5.º Príncipe de Belriguardo
- 6.º Marquês de Voghera
- 6.º Conde de Reano
- 8.º Conde de Ponderano
- 8.º Conde de Bonvicino
- 6.º Conde de Neive
- 6.º Conde de Perno